# Gavião-real
O gavião-real (nome científico: Harpia harpyja), também chamado cutucurim, gavião-de-penacho, harpia, uiraçu, uiracuir, uiruuetê, uraçu, águia-imperial-brasileira, águia-imperial ou uiraçu-verdadeiro, é uma ave acipitriforme da família dos acipitrídeos (Accipitridae). É a maior e mais poderosa ave de rapina encontrada em toda a sua extensão e está entre as maiores espécies de águias existentes no mundo. Geralmente habita florestas tropicais de baixa altitude na camada superior (emergente) do dossel. A destruição de seu habitat natural fez com que desaparecesse de muitas partes de seu antigo território e está quase extirpado de grande parte da América Central.

## Etimologia
O o nome do gênero Harpia (sinônimo de Harpyia) deriva do grego harpē (ἅρπη), "ave de rapina". O epíteto específico harpyja deriva do latim harpe, "ave de rapina", que derivou do grego harpē, com o mesmo significado. Ambos referem-se às harpias da mitologia grega, espíritos do vento que levavam os mortos para o Hades ou Tártaro, e diziam ter um corpo como um abutre e o rosto de uma mulher. Por causa do tamanho e ferocidade do animal, os primeiros exploradores europeus da América Central nomearam-nas como harpias. "Gavião-de-penacho" e "gavião-real" são referências ao penacho na cabeça característico da espécie, com um formato semelhante ao de uma coroa. "Uiruuetê" é um termo tupi que contém o termo e'tê, "verdadeiro", gwï'ra, "ave", e talvez 'una no sentido de "preto" ou -u'su no sentido de "grande". "Uiraçu" e "uraçu" (registrado a primeira vez em 1822 como uiraaçu) vieram do termo tupi gwïrawa'su, construído a partir de gwï'ra, "ave", e wa'su, "grande". Uiracuir ou uirakuir vieram da junção dos termos tupi para "pássaro" (gwirá, uirá) e para "cortante/afiado" (kuir, cuir) utilizados por nativos guaranis da região mais a sudeste da América do Sul. Por fim, Cutucurim é de origem incerta, mas possivelmente deriva de cutiú (do tupi kuti'u), que significa "gavião preto do Amazonas", e o elemento final -una, "preto", que pode reduzir-se a -um e -u.
No Brasil, o nome "gavião-real" foi selecionado como nome vernáculo técnico para a espécie pelo Comitê Brasileiro de Registros Ornitológicos.

## Taxonomia
O gavião-real foi descrito pela primeira vez por Carlos Lineu em seu livro de 1758 10.ª edição do Systema Naturae como Vultur harpyja. É uma espécie monotípica e o único membro do gênero Harpia. As relações filogenéticas do grupo ao qual pertence são incompletamente conhecidas, mas dois estudos recentes baseados em dados de sequência de DNA colocam-no perto da base dessa radiação. Ele pertence à família dos acipitrídeos (Accipitridae) e à subfamília dos acipitríneos (Accipitrinae); outras fontes colocam-no na subfamília dos harpiíneos (Harpiinae). Sabe-se que está mais intimamente relacionado com o uiraçu-falso (Morphnus guianensis) e a águia-papua (Harpyopsis novaeguineae). Apesar de antigamente ser classificado como próximo da águia-filipina (Pithecophaga jefferyi), os mesmos estudos de DNA mostraram que essa espécie é mais próxima ao grupo dos circetíneos (Circaetinae).

## Descrição

### Medidas

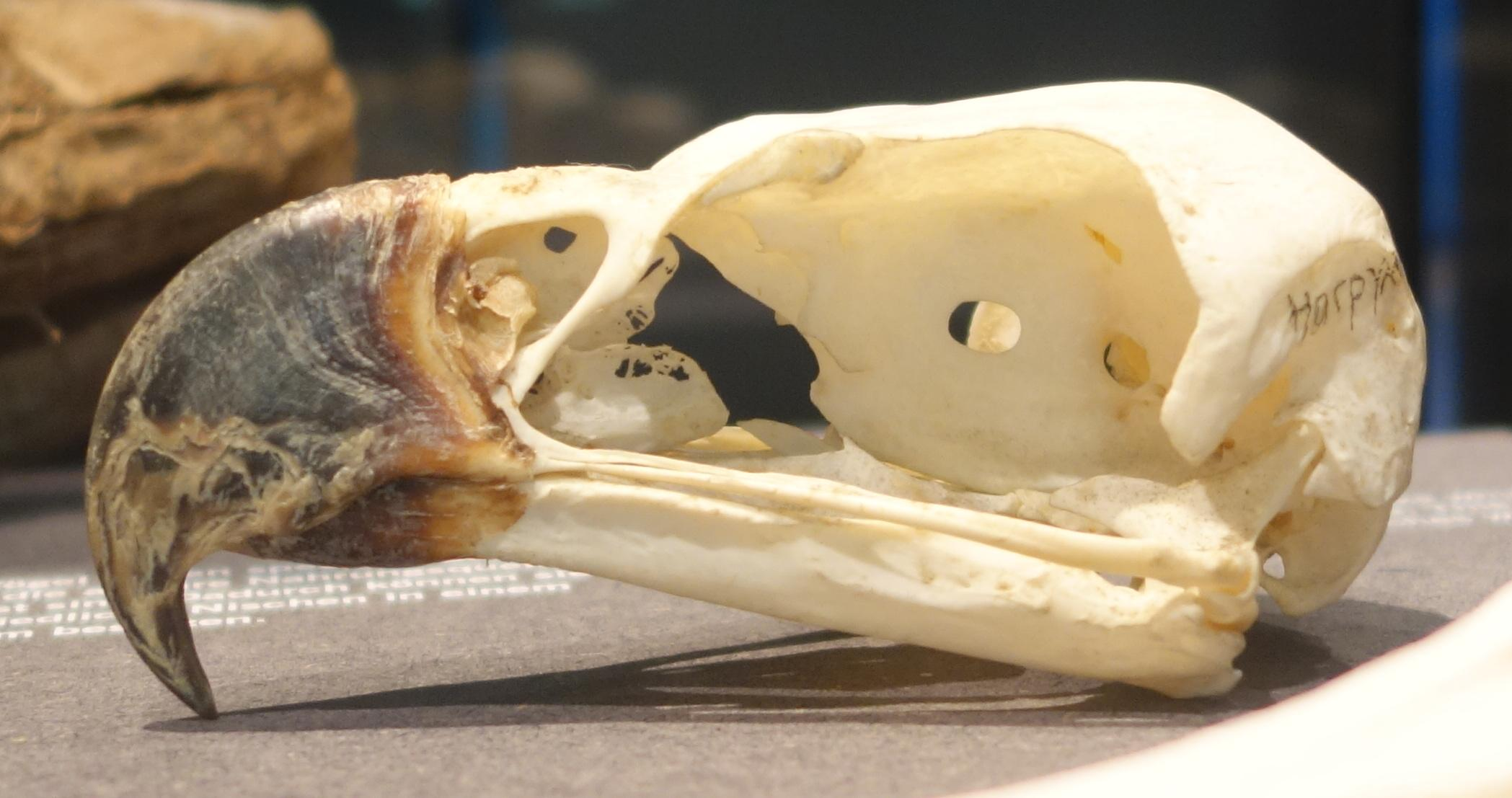
Um crânio de adulto exibido no Museu de História Natural de Berlim, na Alemanha

Os gaviões-reais fêmeas geralmente pesam de seis a nove quilos. Uma fonte afirma que as fêmeas adultas podem pesar até 10 quilos. Uma fêmea cativa excepcionalmente grande, chamada "Jezebel", pesava 12,3 quilos. Estando em cativeiro, esta grande fêmea pode não ser representativa do peso possível em gaviões selvagens devido às diferenças na disponibilidade de alimentos. O macho, em comparação, é muito menor, variando de quatro a seis quilos. O peso médio dos machos foi relatado como 4,4 a 4,8 quilos contra uma média de 7,3 a 8,3 quilos para fêmeas adultas, uma diferença de 35% ou mais na massa corporal média. Os gaviões-reais podem medir de 86,5 a 107 centímetros de comprimento total e com uma envergadura de 176 a 224 centímetros. Entre as medidas padrão, a corda da asa mede 54 a 63 centímetros, a cauda mede 37 a 42 centímetros, o tarso tem 11,4 a 13 centímetros comprimento, e a cimeira exposta da cera tem de 4,2 a 6,5 centímetros. O tamanho médio da garra é de 8,6 centímetros nos machos e 12,3 centímetros nas fêmeas.
Essa ave é citada como a maior águia ao lado da águia-filipina, que é um pouco mais longa em média (com média de um metro de comprimento), mas pesa um pouco menos, e o pipargo-gigante (Haliaeetus pelagicus), que talvez seja um pouco mais pesado em média (a média de três aves assexuadas foi de 7,75 quilos). O gavião-real pode ser a maior espécie da América Central, e grandes aves aquáticas, como pelicanos-americanos (Pelecanus erythrorhynchos) e jaburus (Jabiru mycteria), podem ter massas corporais médias apenas um pouco mais baixas. Sua envergadura é relativamente pequena, embora as asas sejam bastante largas, uma adaptação que aumenta a manobrabilidade em habitats florestais, sendo uma característica compartilhada por outras aves de rapina em habitats semelhantes. A envergadura é superada por grandes águias que vivem em habitats mais abertos, como as dos gêneros Haliaeetus e Aquila. A águia-de-haast (Harpagornis moorei) extinta era significativamente maior do que todas as águias existentes, incluindo o gavião-real.

### Coloração
Adultos
Machos e fêmeas da espécie apresentam plumagem idêntica. A cabeça e o pescoço são cinza-claro, com uma crista dupla formada por penas alongadas e enegrecidas na coroa, geralmente ereta e dividida ao meio em dois lados. A parte superior do peito apresenta uma larga faixa preta que separa a cabeça cinza da parte inferior do corpo, que é predominantemente branca. As penas da tíbia são brancas com listras pretas, e os tarsos emplumados também exibem esse padrão. A superfície superior das asas, o dorso e a garupa são cinza-escuros ou enegrecidos. As coberteiras inferiores das asas menores e medianas são predominantemente pretas, com listras ou manchas brancas, enquanto as coberteiras primárias inferiores são principalmente brancas com pontas pretas. As rémiges inferiores são brancas, listradas de preto, com pontas pretas largas, especialmente nas primárias externas. A cauda possui coloração preta na parte superior, com três faixas cinza-acinzentadas largas e uma ponta branco-acinzentada. A parte inferior da cauda é preta, com três faixas brancas largas, cuja base é frequentemente coberta pelas coberteiras infracaudais. As íris variam entre cinza, castanho e vermelho; a cera e o bico são pretos ou enegrecidos, e os tarsos e dedos são amarelos.
Juvenis

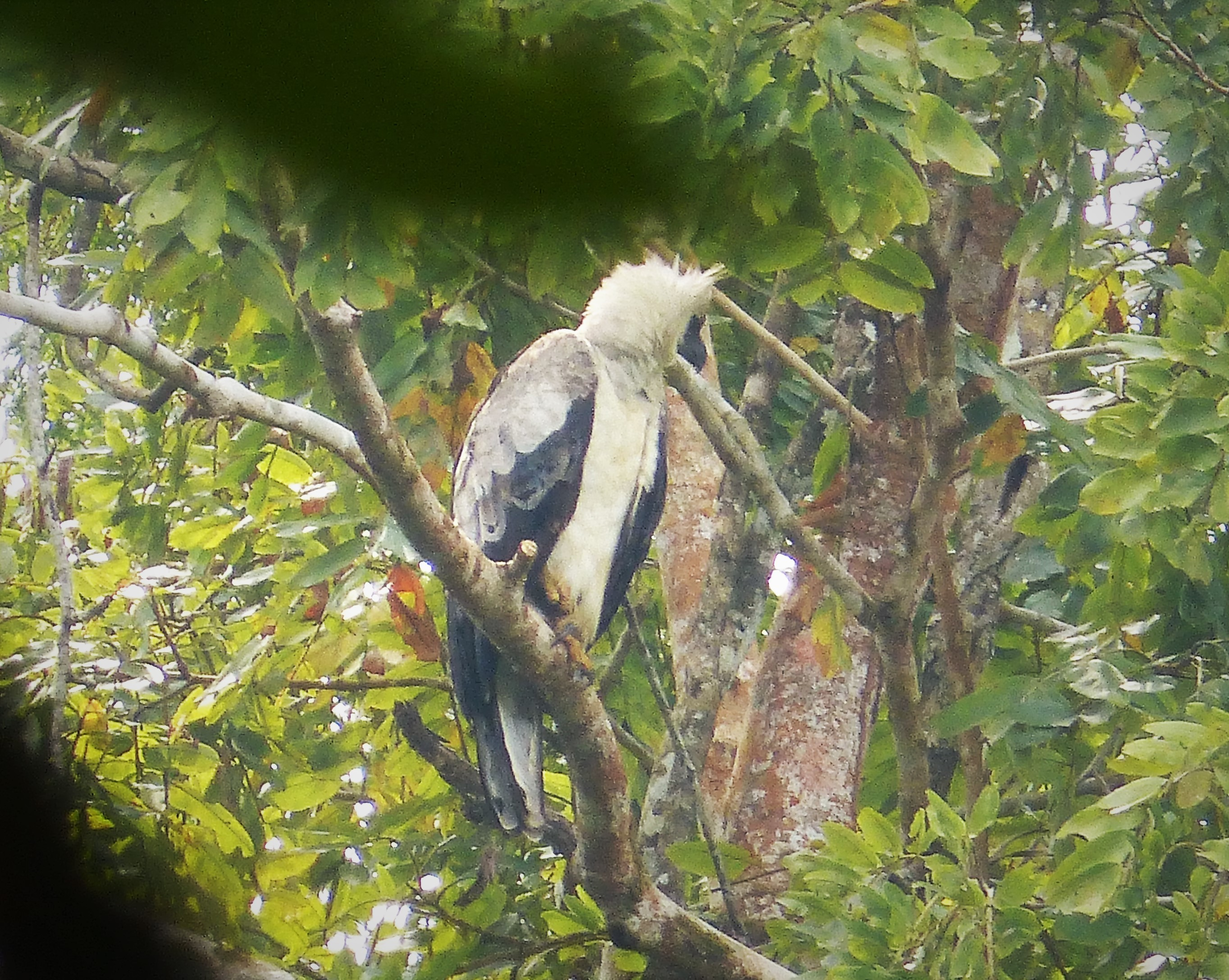
Indivíduo avistado em 2018 em Pijibasal, no tampão de Darién, no Panamá

Os filhotes nascem cobertos por uma penugem branca suja. As primeiras rêmiges começam a surgir por volta dos 45 dias, e, aos 54 dias, já é possível observar penas na coroa, nas laterais da cabeça, no dorso, nas escápulas e nas coberteiras superiores das asas. As retrizes emergem por volta dos 77 dias. Na fase juvenil, a plumagem é predominantemente esbranquiçada, com vermiculações cinzentas nas partes superiores e algumas manchas pretas nas coberteiras superiores maiores das asas. As rêmiges superiores são pretas com manchas e barras cinza claro, e a cauda apresenta, na face superior, coloração acinzentada com sete a oito barras pretas, enquanto a face inferior é esbranquiçada com seis a oito barras pretas estreitas. As coberteiras inferiores das asas são brancas, e as rêmiges inferiores também brancas, mas com barras escuras menos definidas do que nos adultos. Na primeira plumagem básica, o padrão geral se assemelha ao juvenil, mas com coloração um pouco mais escura. As partes superiores ganham manchas pretas mais visíveis, a crista passa a ter ponta escura, e o peito e as axilas tornam-se cinza-claro. O padrão da cauda é variável: na superfície superior, pode haver de uma a cinco barras pretas estreitas e interrompidas ou de seis a sete barras pretas. A parte inferior da cauda é esbranquiçada, com duas a seis barras pretas, e a parte inferior das asas apresenta marcações mais nítidas do que na plumagem juvenil.
Na segunda plumagem básica, há intensificação das manchas pretas nas partes superiores, inclusive na ponta da crista e no peito, além de barras pretas que podem surgir nas penas da tíbia. A cauda torna-se cinza na face superior, com quatro a seis barras pretas bem definidas; na inferior, apresenta quatro a cinco barras pretas sobre fundo esbranquiçado. A terceira plumagem básica já se aproxima da aparência adulta, mas algumas manchas claras ainda permaneçam nas partes superiores. A faixa preta do peito pode apresentar manchas cinza-claro, e a cauda superior adquire coloração preta ou enegrecida, com três a quatro barras cinza. A plumagem definitiva é alcançada na quarta muda pré-básica, por volta dos quatro anos de idade.

## Distribuição e habitat

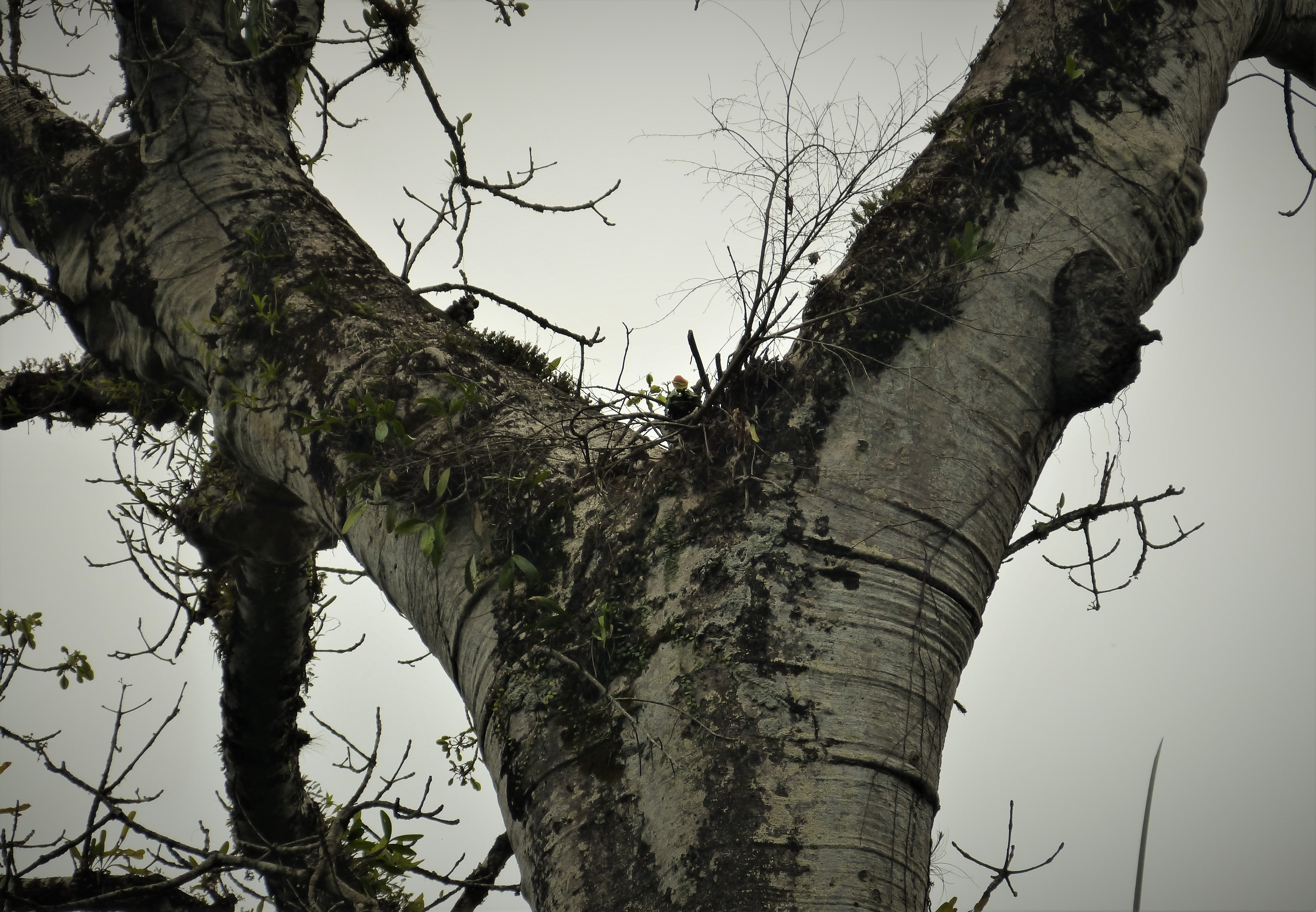
Antigo ninho de gavião-real em Pijibasal, Panamá

O gavião-real ocorria anteriormente na encosta atlântica do sul do México, com registros históricos no estado de Veracruz, onde era descrito como "não incomum" no extremo sudeste até o final da década de século XX; em Tabasco, onde era conhecido apenas por espécimes do século XIX; no nordeste de Oaxaca, com dois espécimes do século XIX; e em Chiapas. A distribuição anteriormente se estendia para o sul através do norte da Guatemala e do sul de Belize, ao longo da costa atlântica até o leste do Panamá. A espécie aparentemente também ocorria em Salta, noroeste da Argentina, mas não há relatos recentes dessa região. Na costa atlântica do Brasil, era mais amplamente distribuída no passado, mas desapareceu de diversas áreas, incluindo o Rio Grande do Sul, onde foi registrada até meados do século XX. Apesar dessas extinções locais, a distribuição geral da maioria das populações meridionais da espécie não mudou significativamente.
Atualmente, o gavião-real é considerado raro em toda sua extensão, embora continue presente desde o México, passando pela América Central e América do Sul, até o sul da Argentina. Com exceção de algumas áreas do Panamá, encontra-se quase extinto na América Central, principalmente devido ao desmatamento das florestas tropicais, estando completamente extirpado de El Salvador. Ainda persiste em pequenas áreas no sul de Veracruz, leste de Oaxaca e leste de Chiapas, no México, com poucos registros nas últimas décadas; e em números muito reduzidos na Guatemala e em Belize. Populações mais robustas permanecem em Honduras, Nicarágua e Panamá. Na encosta do Pacífico, ocorre na península de Osa e em pontos isolados do Panamá. Também há registros na encosta pacífica do noroeste da Colômbia, especialmente em Chocó, embora tenha desaparecido de áreas como o vale do Magdalena e o oeste do Equador, onde foi visto pela última vez na década de 1980. A espécie é residente em toda a sua faixa de ocorrência, apresentando ampla distribuição desde o leste da Colômbia até o Amapá, no Brasil, estendendo-se ao sul até o centro da Bolívia e ao leste até o Brasil meridional, ao sul da Amazônia. Há ainda uma população disjunta no leste da América do Sul, do Espírito Santo, no Brasil, até Misiones, na Argentina, e o sul do Paraguai. Embora seja considerada rara em quase toda a sua área, é relativamente mais comum no Brasil.
O gavião-real habita principalmente florestas tropicais de várzea, ocupando desde o dossel até a camada emergente, onde pousa em árvores altas para observar e capturar suas presas. É normalmente encontrado em altitudes abaixo de 900 metros, com a maioria dos registros abaixo de 800 metros. No entanto, pode ocorrer em altitudes mais elevadas: até 2 000 metros na Costa Rica, 1 600 metros na Colômbia e 1 800 metros na Venezuela. Embora geralmente evite áreas ocupadas por humanos, pode visitar ambientes de floresta entremeada por pastagens, especialmente durante incursões de caça. Também é avistado sobrevoando bordas de florestas e áreas abertas, incluindo cerrados, caatingas, campos agrícolas, palmeirais de buriti e até mesmo zonas urbanas.

## Comportamento

### Cantos e gritos
O gavião-real não é particularmente vocal, especialmente longe do ninho. A maioria dos chamados é emitido no ninho ou próximo a ele, onde os adultos emitem um grito penetrante, fraco e melancólico, geralmente em uma série de sete a 10 notas. Um macho em incubação foi descrito vocalizando um "grito ou lamento sussurrante", como Wheeeeeeeeeee-wheeeeeee-wheeeeeeeee, repetido em séries de cinco a sete chamados sucessivos durante um período de 30 a 40 segundos, com pausas superiores a 10 segundos. A fêmea respondia com chamados semelhantes, porém em tons diferentes, e os emitia regularmente durante todo o período de incubação. Quando jejuava por quatro a cinco dias, a fêmea também emitia um chamado mais curto, como Wheeeeeeeee, repetido de 9 a 12 vezes. O macho vocaliza ao se aproximar do ninho durante a incubação e após a eclosão do filhote, emitindo chilreios rápidos, chamados semelhantes aos de um ganso e gritos agudos ocasionais. Após o nascimento do filhote, os chamados do macho tornam-se menos frequentes.
Fora do contexto de nidificação, foram observadas diferentes vocalizações de um casal adulto logo pela manhã: a fêmea emitia um grito agudo, enquanto o macho soltava um grasnar suave, semelhante ao de um pato. Os filhotes também produzem sons distintos: chamados de alarme durante a chuva ou exposição ao sol soam como Chi-chi-chi... chi-chi-chi-chi. Aos 38 dias de idade, o filhote emite um chamado semelhante ao da fêmea adulta, porém mais suave, especialmente no final. Outros sons descritos em filhotes ou juvenis incluem um coaxar quando o progenitor está próximo; uma combinação de grasnidos e assobios ao avistar humanos próximos; e gorjeios diversos. A vocalização de ambos os pais diminui à medida que os filhotes envelhecem, enquanto os filhotes se tornam mais vocais.

### Reprodução

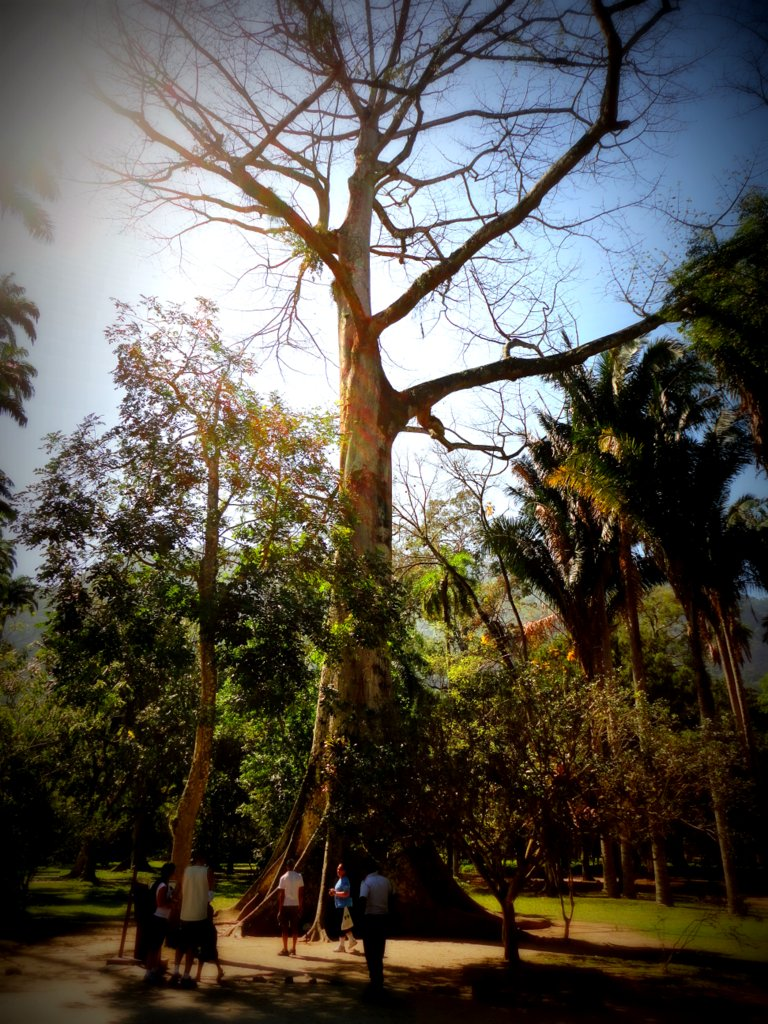
Espécime de mafumeira, a árvore preferida à nidificação dos gaviões-reais, no Jardim Botânico do Rio de Janeiro

Os gaviões-reais, como as águias em geral, são monogâmicos e formam pares unidos por toda a vida, mas, exceto durante a época de reprodução, os parceiros têm cada um seu próprio território de caça e só se reúnem para acasalar. Pares foram relatados nidificando a menos de três quilômetros um do outro no Panamá e na Guiana, e a menos de cinco quilômetros na Venezuela. A distância média entre três ninhos ativos simultaneamente no sudeste do Peru foi de 7,4 quilômetros; a área ocupada por cada casal reprodutor foi estimada em 4 300 hectares. Em outros estudos, a área de vida estimada de um casal de harpias é de até 25 x 25 quilômetros. Em áreas menos ideais, com floresta fragmentada, os territórios de reprodução foram estimados em 25 quilômetros.
O gavião-real fêmea põe dois ovos brancos em um grande ninho de gravetos forrado com folhas e musgo, que geralmente mede 1,2 metro de profundidade e 1,5 metro de diâmetro e pode ser usado por vários anos. Os ninhos se localizam no alto de árvores, geralmente na bifurcação principal, entre 16 a 43 metros, dependendo da estatura das árvores locais. O gavião-real costuma construir seu ninho na copa das mafumeiras (Ceiba pentandra), uma das árvores mais altas da América do Sul. Em muitas culturas sul-americanas, cortar a mafumeira é considerado má sorte, o que pode ajudar a proteger o habitat desta águia. A ave também usa outras árvores grandes para construir seu ninho, como a castanheira-do-pará (Bertholletia excelsa). Um local de nidificação encontrado no Pantanal brasileiro foi construído em uma árvore de cambará (Vochysia divergens).
A época de reprodução estende-se de junho a novembro. Não se conhece nenhum tipo de exibição entre os pares de gaviões-reais, e acredita-se que acasalem por toda a vida. Um par de gaviões-reais geralmente cria apenas um filhote a cada 2–3 anos. Após a eclosão do primeiro pintinho, o segundo ovo é ignorado e normalmente não eclode, a menos que o primeiro filhote morra. O ovo é incubado por volta de 56 dias. Quando o filhote tem 36 dias de idade, pode ficar de pé e andar desajeitadamente. O pintinho empluma aos 6 meses, e os pais continuam a alimentá-lo por mais 6 a 10 meses. O macho captura grande parte da comida à fêmea que incuba o ovo, e depois apara o seu filhote, mas também faz turnos de incubação enquanto a fêmea forrageia, enquanto ela traz presas de volta ao ninho. A maturidade reprodutiva não é alcançada até que as aves tenham 4 a 6 anos de idade. Os adultos podem ser agressivos com humanos que perturbam o local de nidificação ou que pareçam ser uma ameaça para seus filhotes.

### Técnicas de caça

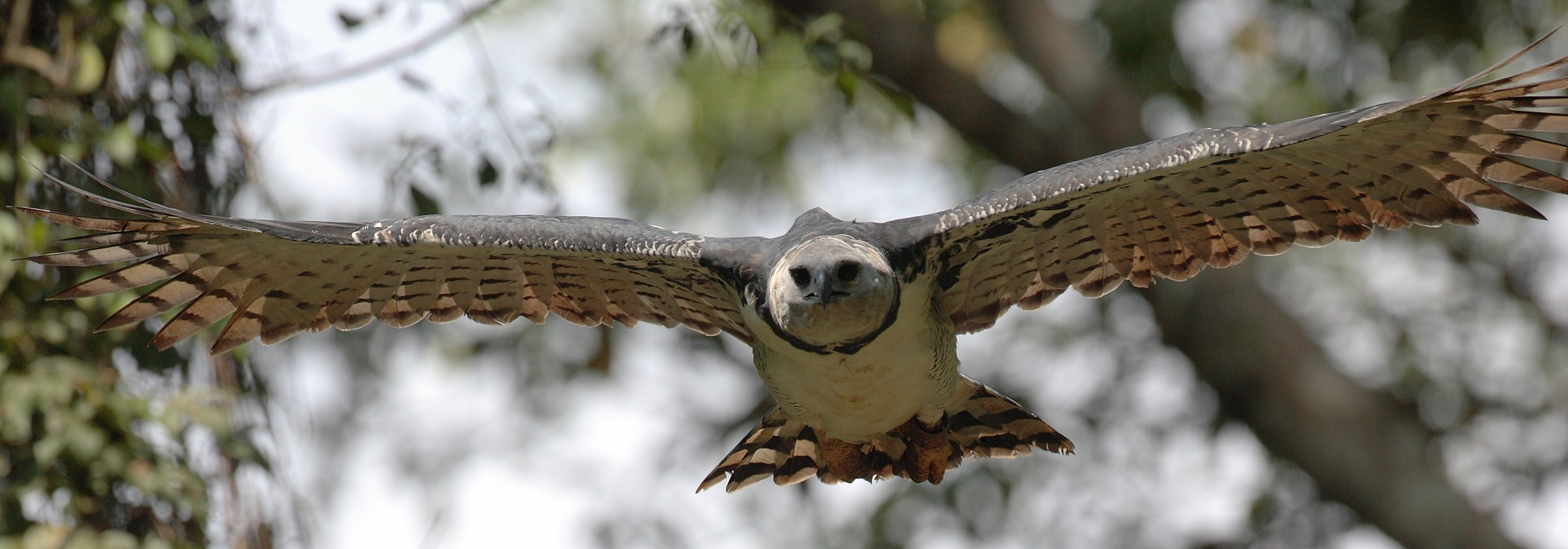
Gavião-real em voo

O gavião-real adulto é um carnívoro no topo da cadeia alimentar, cuja velocidade máxima de voo pode atingir 80 km/h. Todavia, foi notado que dois gaviões-reais jovens que foram soltos na natureza como parte de um programa de reintrodução foram caçados por uma onça-pintada (Panthera onca) e uma jaguatirica (Leopardus pardalis). Os gaviões-reais possuem as maiores garras de todas as águias vivas e foram registrados levantando presas que pesam o mesmo que seu próprio peso corporal.
Mais comumente, os gaviões-reais usam a tática de caça de poleiro, na qual escaneiam a atividade das presas enquanto empoleiram-se brevemente entre voos curtos de árvore em árvore. Ao avistar a presa, o gavião-real mergulha rapidamente e a agarra. Às vezes, os gaviões-reais executam predação do tipo "sentar e esperar" (comuns em aves de rapina que vivem na floresta), pousando por longos períodos em um ponto alto perto de uma abertura, um rio ou uma salina, onde muitos mamíferos vão para obter nutrientes. Ocasionalmente, eles também podem caçar voando dentro ou acima do dossel. Eles também foram observados em perseguições aéreas: perseguindo outras aves em voo, esquivando-se rapidamente entre árvores e galhos, um estilo de predação comum aos falcões do gênero Accipiter que caçam pássaros.
As poucas observações diretas de ataques a presas por harpias foram feitas nas bordas da floresta, como ao longo das margens de lagoas marginais e rios. Isso pode sugerir que as harpias caçam preferencialmente ao longo dessas bordas, embora talvez a maioria das observações de ataques sejam feitas nesses locais apenas porque oferecem linhas de visão mais longas para observadores humanos. Em um ataque bem-sucedido observado, a águia “apareceu rapidamente de baixo sobre o dossel”. Após um ataque bem-sucedido, frequentemente carrega sua presa para o topo de uma árvore, mas, se a presa for muito pesada, pode ser levada para uma árvore caída. Como seria de se esperar pelas diferenças significativas de tamanho entre os sexos, os gaviões-reais machos e fêmeas diferem no tamanho das presas que capturam. A harpia raramente, ou nunca, plana. Pode pousar na borda da floresta ou em um local proeminente em uma árvore emergente (especialmente enquanto toma sol); caso contrário, geralmente é encontrada no dossel.

### Alimentação

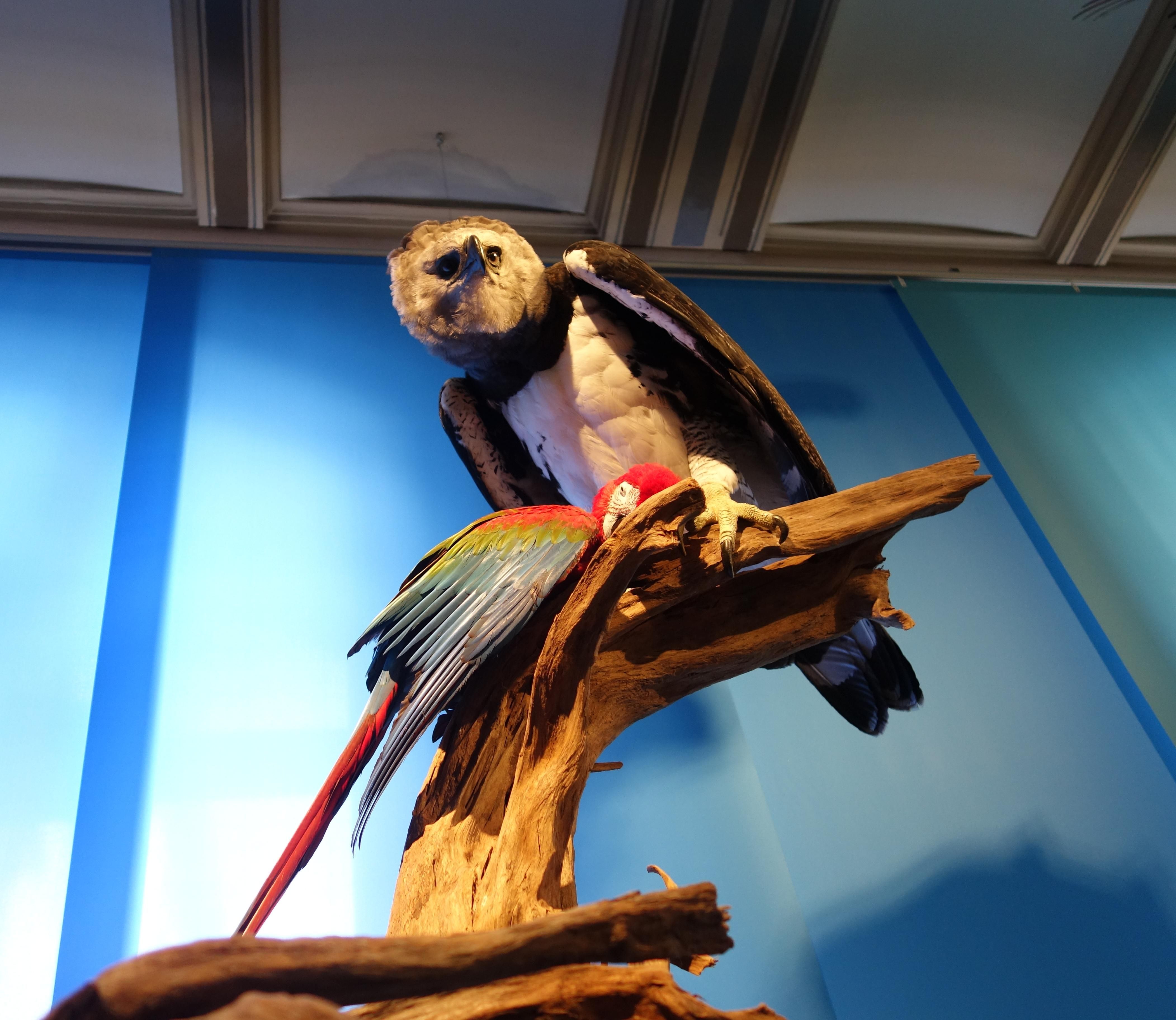
Espécime empalhado de gavião-real adulto predando uma arara em exibição no Museu de História Natural de Berlim, na Alemanha

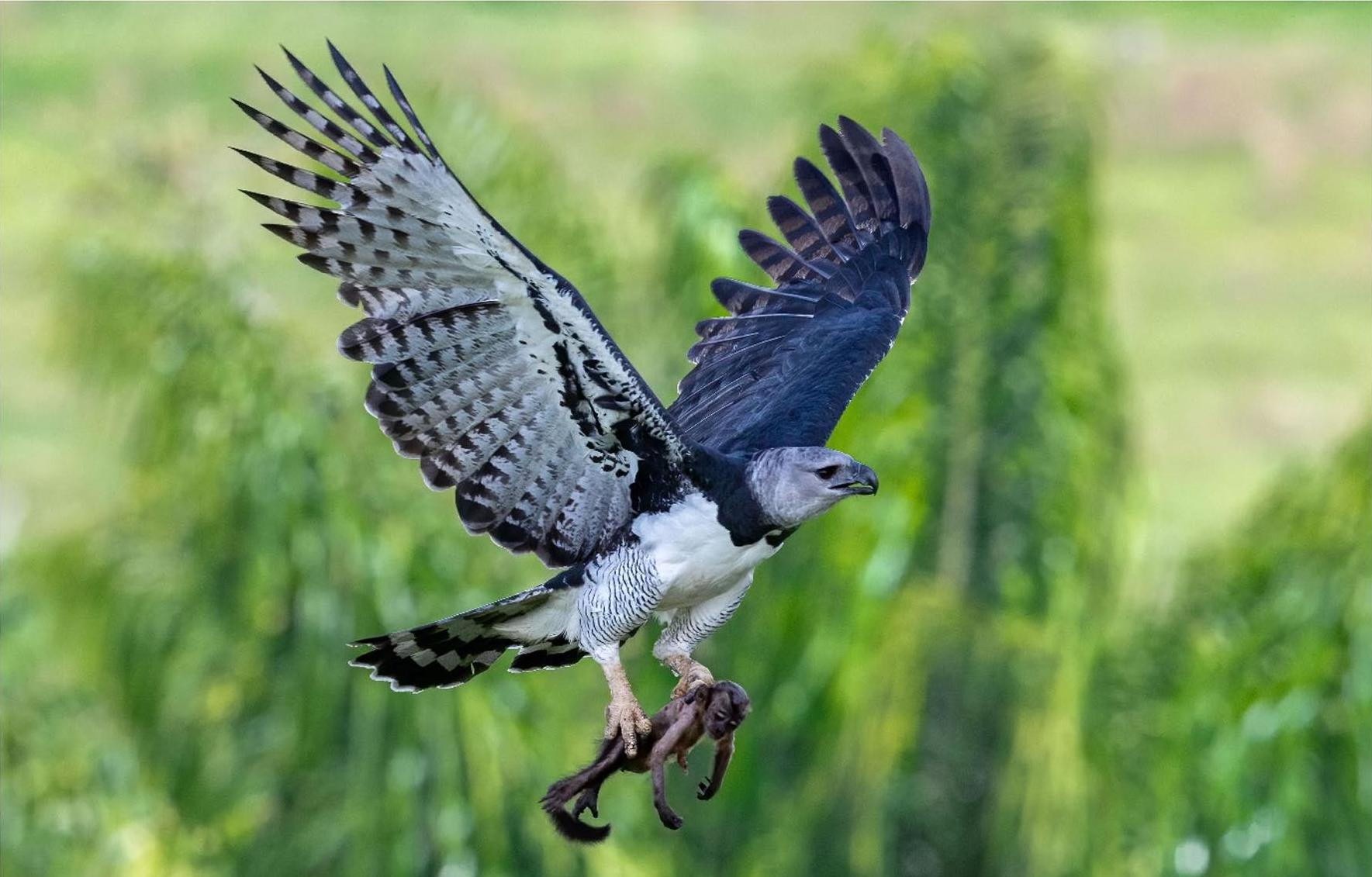
Junto com a preguiça, os macacos, como o macaco-prego-das-guianas (Sapajus appella), são uma das principais presas do gavião-real.

O gavião-real se alimenta de uma ampla variedade de animais terrestres e arborícolas e tem papel importante no controle de populações de mesopredadores, como os macacos-prego (Sapajus), que predam ovos de aves e podem causar extinções locais se não forem controlados naturalmente. Aves adultas são capazes de capturar grandes presas em voo, pesando de seis a nove quilos. Os machos tendem a capturar presas menores, entre 0,5 a 2,5 quilos, ou cerca da metade do seu próprio peso, enquanto as fêmeas capturam presas maiores, com mínimo registrado de 2,7 quilos. As presas levadas ao ninho variam de um a quatro quilos, com médias de 1,5 quilo para machos e 3,2 quilos para fêmeas. Gaviões não nidificantes capturam presas maiores (4,24 quilos) do que os nidificantes (3,64 quilos), variando de 1,08 quilo (para gambá-comum Didelphis marsupialis) a 10,1 quilos (para mão-pelada). No geral, as presas pesam entre 0,3 a 6,5 quilos, com média de 2,6 ± 0,8 quilos. Um total de 116 espécies de presas já foi registrado por revisão de literatura e armadilhas fotográficas.
Em vários ninhos na Guiana, os macacos constituíam cerca de 37% dos restos de presa encontrados, enquanto os macacos-prego compuseram 35% dos restos em 10 ninhos na Amazônia equatoriana. Macacos regularmente capturados incluem macacos-prego, parauacus (Pithecia), bugios, guigós (Callicebus), saimiris, macacos-aranha (Ateles) e cuxiús (Chiropotes). Já macacos menores, como micos (Saguinus) e saguis (Callithrix, Callibella, Cebuella, Mico), são geralmente ignorados como presas. Machos da espécie costumam caçar macacos menores ou juvenis, mas as fêmeas adultas já foram registradas predando indivíduos maiores como o macaco-barrigudo-cinzento (Lagothrix cana), Alouatta palliata e Ateles chamek, com até nove quilos. Até mesmo os maiores macacos da América do Sul, como o macaco-aranha-preto adulto (Ateles paniscus), de 7,5 a 13,5 quilos, podem ser vítimas, e também há registros de predação de Alouatta pigra pesando de 6,4 a 11,3 quilos. Em um estudo realizado entre 2003-2005 em Parintins, 79% das presas levadas ao ninho eram preguiças: 39% preguiça-comum (Bradypus variegatus) e 40% preguiça-real (Choloepus didactylus). No Panamá, a proporção de preguiças entre as presas capturadas por gaviões-reais reintroduzidos também foi alta: 52% nas capturas do macho e 54% nas da fêmea.
Mamíferos parcialmente arborícolas e terrestres também são frequentemente predados. Entre os semiarborícolas estão os porcos-espinhos (eretizontídeos), esquilos, tamanduás (vermilíngues), olingos (Bassaricyon), gambás (didelfiídeos), juparás (Potos flavus), quatis (Nasua) e iraras (Eira barbara). Entre os mamíferos terrestres estão o veado (Mazama), o caititu (Tayassu tajacu) e eventualmente predadores como gatos-maracajás (Leopardus wiedii) e graxains-do-mato (Cerdocyon thous). Há um relato de ataque a uma jaguatirica adulta e a um mão-pelada (Procyon cancrivorus). No Pantanal, foi registrada predação recorrente de porcos-espinhos e cutias (Dasyprocta azarae). Embora ataques a galinhas, cordeiros, cabras e porcos jovens tenham sido relatados, são extremamente raros. Além de mamíferos, o gavião-real também se alimenta de aves e répteis. No campo de Parintins, a arara-vermelha (Ara chloropterus) representou 0,4% das presas, com outras aves totalizando 4,6%. São predados ainda a arara-azul-grande (Anodorhynchus hyacinthinus), a arara-canindé (Ara ararauna), papagaios (psitacídeos), cracídeos como mutuns, seriemas (cariamídeos) e, ocasionalmente, urubus-de-cabeça-preta (Coragyps atratus). Entre os répteis, há registros de predação de iguanas, teiús (Tupinambis), serpentes e anfisbenídeos.

## Estado e conservação

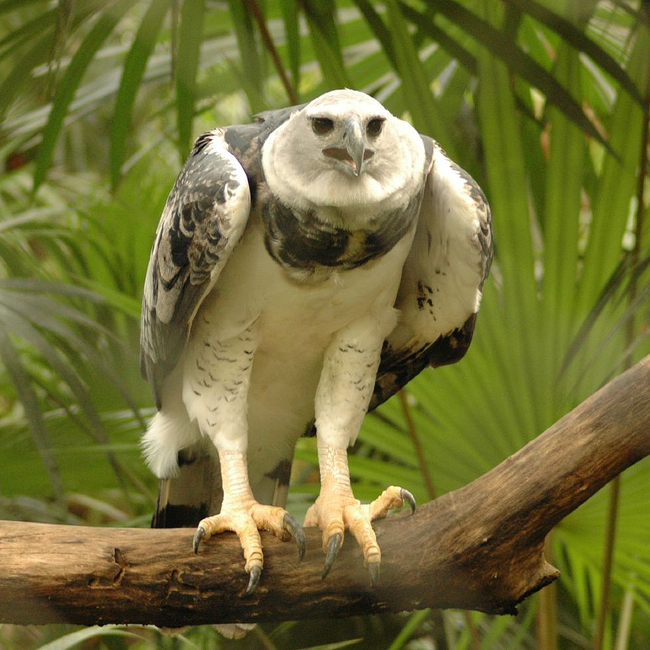
Subadulto no Zoológico de Belize

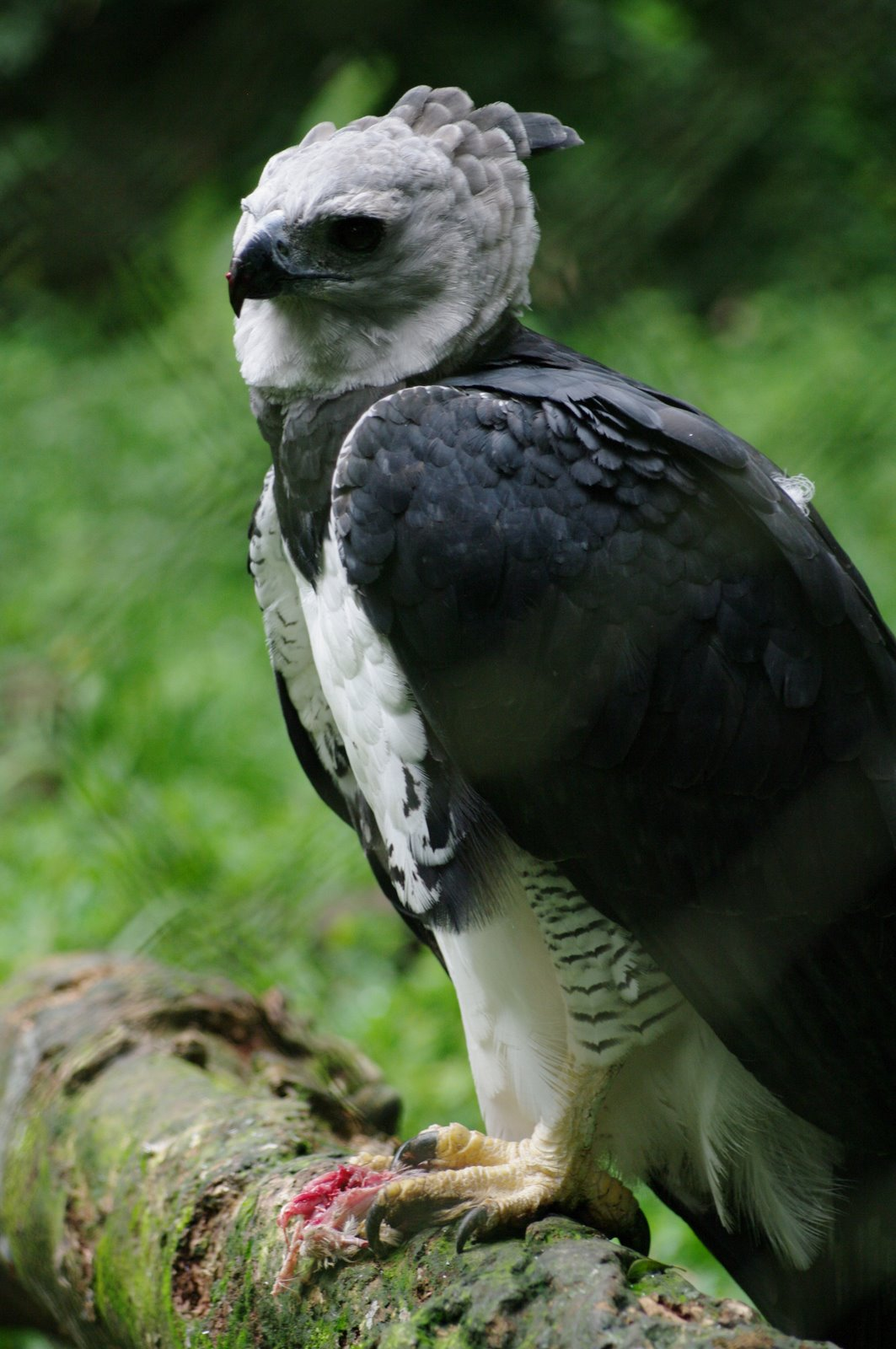
Espécime no Parque Zoológico de São Paulo

Embora o gavião-real ainda ocorra em uma área considerável, sua distribuição e populações diminuíram consideravelmente. Está ameaçado principalmente pela perda de habitat devido à expansão da extração de madeira, pela pecuária e pela agricultura. Secundariamente, é ameaçado por ser caçado como uma ameaça real ao gado e, supostamente, à vida humana, devido ao seu grande tamanho. Embora não seja conhecido por caçar humanos e raramente atacar animais domésticos, o tamanho grande da espécie e o comportamento destemido em torno dos humanos fazem dela um “alvo irresistível” para os caçadores. Tais ameaças se aplicam em toda a sua extensão, em grande parte das quais o pássaro se tornou apenas uma visão transitória; no Brasil, foi pratiamente exterminada da Mata Atlântica e só é encontrada em números apreciáveis nas partes mais remotas da bacia amazônica; um relato jornalístico brasileiro de meados da década de 1990 já reclamava que na época só era encontrado em números expressivos em território brasileiro no lado norte da linha do Equador. Registros científicos da década de 1990, no entanto, sugerem que a população de gaviões-reais da Mata Atlântica pode ser migratória. Pesquisas posteriores no Brasil estabeleceram que, em 2009, o gavião-real, fora da Amazônia brasileira, estava criticamente ameaçado no Espírito Santo, São Paulo e Paraná, ameaçada no Rio de Janeiro, e provavelmente extirpada no Rio Grande do Sul (onde uma observação em março de 2015 foi feita no Parque Estadual do Turvo) e Minas Gerais – o tamanho real de sua população total no Brasil é desconhecido.
Ao longo das pesquisas no Brasil, foi classificado em várias listas de conservação: em 2005, constava como criticamente em perigo na Lista de Espécies da Fauna Ameaçadas do Espírito Santo; em 2010, como criticamente em perigo na Lista de Espécies Ameaçadas de Extinção da Fauna do Estado de Minas Gerais e no Livro Vermelho da Fauna Ameaçada no Estado do Paraná; em 2011, como criticamente em perigo na Lista das Espécies da Fauna Ameaçada de Extinção em Santa Catarina; em 2014, como criticamente em perigo na Lista das Espécies da Fauna Ameaçadas de Extinção no Rio Grande do Sul e em perigo no Livro Vermelho da Fauna Ameaçada de Extinção no Estado de São Paulo; em 2014, como vulnerável na Portaria MMA N.º 444 de 17 de dezembro de 2014; em 2017, como criticamente em perigo na Lista Oficial das Espécies da Fauna Ameaçadas de Extinção do Estado da Bahia; e em 2018, como vulnerável no Livro Vermelho da Fauna Brasileira Ameaçada de Extinção do Instituto Chico Mendes de Conservação da Biodiversidade (ICMBio) e como em perigo na Lista das Espécies da Fauna Ameaçadas de Extinção no Estado do Rio de Janeiro.
Globalmente, o gavião-real é considerado quase ameaçada pela União Internacional para a Conservação da Natureza (UICN / IUCN) em sua Lista Vermelha e ameaçado de extinção pelo Apêndice I da Convenção sobre o Comércio Internacional das Espécies Silvestres Ameaçadas de Extinção (CITES). O Fundo Peregrino até recentemente a considerava uma "espécie dependente da conservação", o que significa que depende de um esforço dedicado à reprodução em cativeiro e liberação na natureza, bem como à proteção do habitat, para evitar que atinja a situação de ameaçada, mas agora aceitou a situação de quase ameaçado. O gavião-real é considerado criticamente ameaçado no México e na América Central, onde foi extirpado na maior parte de sua antiga área de distribuição; no México, costumava ser encontrado tão ao norte quanto Veracruz, mas hoje provavelmente ocorre apenas em Chiapas na Selva Zoque. É considerado quase ameaçado ou vulnerável na maior parte da porção sul-americana de sua área de distribuição. Na Argentina, é encontrado apenas nas florestas do vale do rio Paraná, na província de Misiones. Desapareceu de El Salvador, e quase desapareceu da Costa Rica.

### Iniciativas nacionais

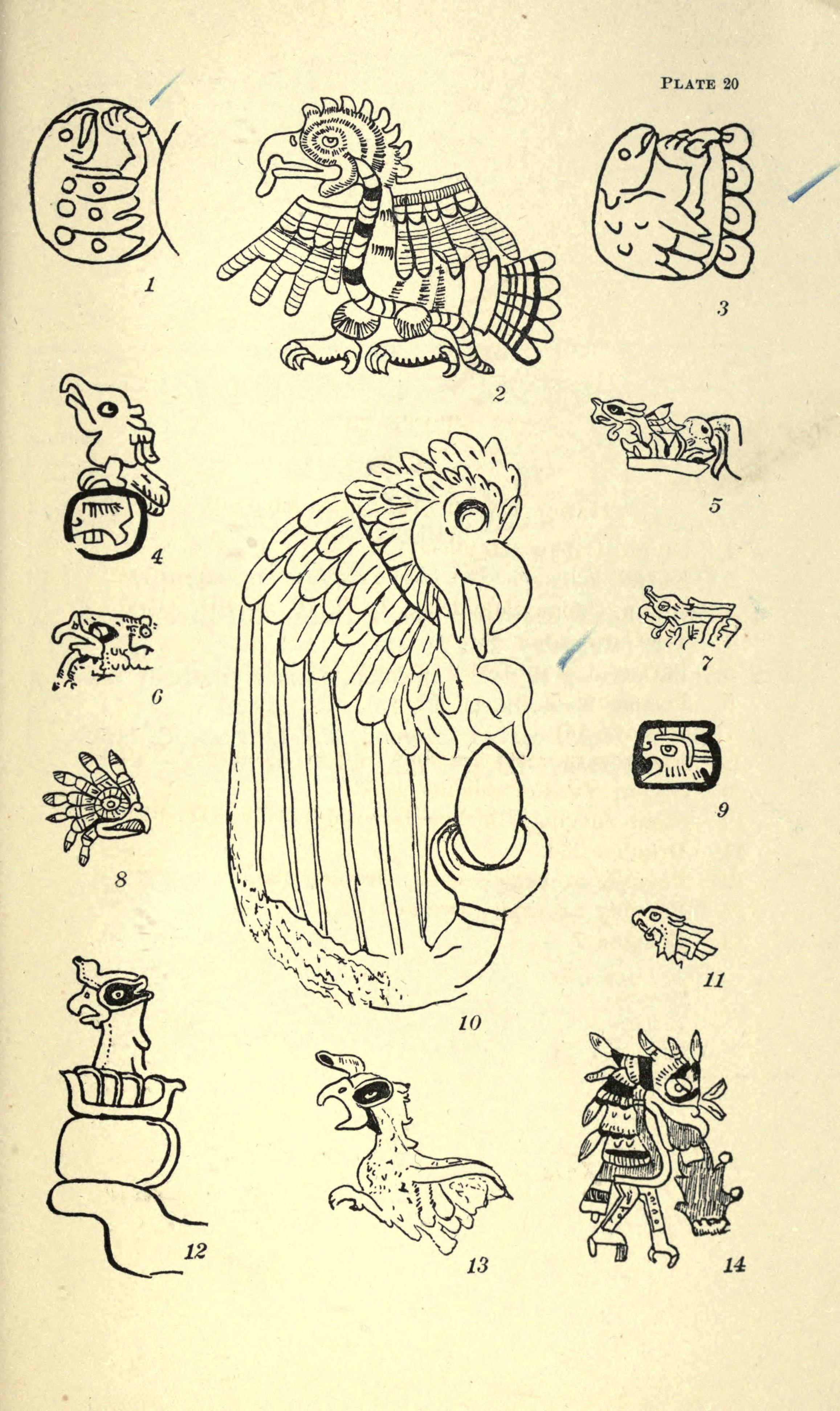
Representação de gaviões-reais em códices maias de acordo com o livro de 1910, Figuras animais nos códices maias de Alfred Tozzer e Glover Morrill Allen

Várias iniciativas à recuperação da espécie estão em andamento em vários países. Desde 2002, o Fundo Peregrino iniciou um programa de conservação e pesquisa ao gavião-real na província de Darién, no Panamá. Um projeto de pesquisa semelhante – e maior, dadas as dimensões dos países envolvidos – está ocorrendo no Brasil, no Instituto Nacional de Pesquisas da Amazônia (INPA), por meio do qual dezenas de locais de nidificação conhecidos estão sendo monitorados por pesquisadores e voluntários das comunidades locais. Um filhote de gavião-real foi equipado com um transmissor de rádio que permite rastreá-lo por mais de três anos, com o sinal de satélite enviado ao Instituto Nacional de Pesquisas Espaciais (INPE). Além disso, foi feito um registro fotográfico de um ninho na Floresta Nacional de Carajás à edição brasileira da revista National Geographic.
O Fundo Peregrino realizou um projeto de criação e soltura em cativeiro que liberou um total de 49 aves no Panamá e em Belize. O Fundo Peregrino também realizou um projeto de pesquisa e conservação sobre esta espécie desde o ano 2000, tornando-se o estudo mais antigo sobre gaviões-reais. Em Belize, o Projeto de Restauração da Harpia de Belize começou em 2003 com a colaboração de Sharon Matola, fundadora e diretora do Zoológico de Belize e do Fundo Peregrine. O objetivo deste projeto era o restabelecimento do gavião-real em Belize. A população da águia diminuiu devido à fragmentação da floresta e destruição de ninhos, resultando na quase extirpação da espécie. Os gaviões-reais criados em cativeiro foram soltos na Área de Conservação e Manejo Rio Bravo, em Belize, escolhida por seu habitat florestal de qualidade e as ligações com a Guatemala e o México. A ligação do habitat com a Guatemala e o México foi importante à conservação do habitat de qualidade e do gavião-real em nível regional. Até novembro de 2009, 14 gaviões-reais foram soltos na região e são monitorados pelo Fundo Peregrino, por meio de telemetria via satélite.
Em janeiro de 2009, um filhote da população quase extirpada do estado brasileiro do Paraná foi incubada em cativeiro na reserva mantida nas proximidades da represa de Itaipu pela empresa estatal brasileira/paraguaia Itaipu Binacional. Em setembro, uma fêmea adulta, após 12 anos de cativeiro em uma reserva particular, recebeu um rádio transmissor antes de ser devolvida à natureza nas proximidades do Parque Nacional do Pau Brasil (antigo Parque Nacional do Monte Pascoal), na estado da Bahia. Em dezembro, um 15.º gavião-real foi solto na Área de Conservação e Manejo Rio Bravo, em Belize. A soltura foi programada para coincidir com a Conferência das Nações Unidas sobre Mudanças Climáticas 2009, em Copenhague. O 15.º gavião-real, apelidada de "Esperança" pelos funcionários da Peregrine no Panamá, foi o "garoto-propaganda" da conservação da floresta em Belize, um país em desenvolvimento, e da importância dessas atividades em relação às mudanças climáticas. O evento recebeu cobertura das principais entidades de mídia de Belize, e contou com o apoio e a participação do embaixador dos Estados Unidos em Belize, Vinai Thummalapally, e do alto comissário britânico em Belize, Pat Ashworth.
Na Colômbia, em 2007, um macho adulto e uma fêmea subadulta confiscados do tráfico de animais selvagens foram devolvidos à natureza e monitorados no Parque Nacional Paramillo, em Córdova, com outro casal mantido em cativeiro em um centro de pesquisa para reprodução e eventual libertação. Um esforço de monitoramento com a ajuda de voluntários de comunidades nativas americanas também está sendo feito no Equador, com o patrocínio conjunto de várias universidades espanholas — esse esforço é semelhante a outro que vem acontecendo desde 1996 no Peru, centrado em torno de um nativo comunidade da Província de Tambopata, Região de Madre de Dios.

## Na cultura humana
O gavião-real é a ave nacional do Panamá e está representado no brasão de armas do Panamá. No Brasil está desenhado no brasão de armas do estado brasileiro do Paraná, do Museu Nacional e do 4.º Batalhão de Aviação do Exército Brasileiro.
O 15.º gavião-real solto em Belize, batizado de "Esperança", foi apelidado de "Embaixador das Mudanças Climáticas", à luz da Conferência das Nações Unidas sobre Mudanças Climáticas de 2009. A ave apareceu no verso da nota venezuelana de dois mil bolívares fuertes. Um gavião-real foi a inspiração por trás do design de Fawkes, a Fênix, na série de filmes Harry Potter. Um gavião-real vivo foi usado para representar a agora extinta águia-de-haast em Monsters We Met da British Broadcasting Corporation (BBC).